# León (historická provincie)
León (španělsky Región de León, někdy též Reino de León – Království León) je název historické španělské provincie, jejíž metropolí bylo město León, o rozloze 38 492 km², rozdělené dnes mezi provincie León, Salamanca a Zamora, která bývala jádrem středověkého království Leónu.
Královským dekretem z 30. listopadu 1833 bylo území této historické provincie rozděleno mezi tyto tři moderní provincie, přičemž dosavadní historická provincie zůstala i nadále formálně zachována. Dalším královským dekretem z 30. listopadu 1855, kterým se ve Španělsku zřizovalo 49 provincií byly k Leónu připojeny provincie Palencia a Valladolid (které původně tvořily části Staré Kastilie), čímž se rozloha Leónu zvětšila na 54 654 km². Po pádu diktatury generála Franca a obnovení demokracie ve Španělsku bylo území Leónu v roce 1978 spojeno s většinou území Staré Kastilie (bez tehdejších provincií Logroño a Santander) jako autonomní společenství Kastilie a León vybavené rozsáhlou autonomií.